# Xanthopleura trotschi
Xanthopleura trotschi är en fjärilsart som beskrevs av Druce 1884. Xanthopleura trotschi ingår i släktet Xanthopleura och familjen björnspinnare. Inga underarter finns listade i Catalogue of Life.